# VEVO
VEVO je webová stránka s hudebními videi, společný projekt hudebních vydavatelství Sony Music Entertainment, Universal Music Group a Abu Dhabi Media. Samotný obsah patří do skupiny EMI, aniž by v aktivitě měla nějaký podíl. Služba byla oficiálně spuštěna 8. prosince 2009. Videa jsou publikována společností Google, s níž si VEVO dělí zisky z reklamy.
VEVO zveřejňuje videa tří ze čtyř největších nahrávacích společností: Universal Music Group, Sony Music Entertainment a EMI. Dosud VEVO na internetu uveřejnil více než 45 000 videí. Množství videí a umělců se stále zvyšuje (tito umělci jsou na YouTube vedení jako partneři), patří sem umělci jako například Lady Gaga, Katy Perry, Ariana Grande, Rihanna, LMFAO, Natalia Oreiro a jiní. Název youtubového kanálu je vždy ve tvaru: jménoVEVO, například LadyGagaVEVO nebo SlzaVEVO.

## Vývoj
Mezi zdroje příjmů patří reklama na stránkách a doporučení s odkazy na nákup písní na Amazon MP3 a iTunes. Universal Music Group získalo název domény vevo.com 20. listopadu 2008. Sony Music Entertainment dosáhly dohody přidat svůj obsah na web v červnu 2009. Webová stránka byla vytvořena 8. prosince 2009 a stejný měsíc se stala číslem jedna z nejnavštěvovanějších hudebních stránek v USA, předběhla i MySpace Music.
V srpnu 2010 představilo VEVO bezplatnou aplikaci pro iPhone, která umožňuje uživatelům streamovat videa v katalogu VEVO a vytvářet seznamy písní. VEVO začal provozovat kanál na Google TV a aplikace na Boxee. VEVO aplikace pro mobilní telefony Android byla vydána v lednu 2011. Společnost tvrdí, že podpora dalších mobilních platforem není důležitá.

## Dostupnost
Na webových stránkách vevo.com a iPhone jsou v současné době dostupná videa pouze v USA, Velké Británii, Kanadě a v Irsku. Webové stránky byly naplánovány pro celý svět v roce 2010, dosud však nejsou k dispozici mimo vyjmenované země. Většina videí od VEVO jsou na YouTube dostupné i pro uživatele z jiných zemí, avšak některý obsah je v některých zemích zablokován. Služba VEVO byla ve Velké Británii a Irsku zahájena 26. dubna 2011.